# Železniční trať Vladimirovac–Kovin

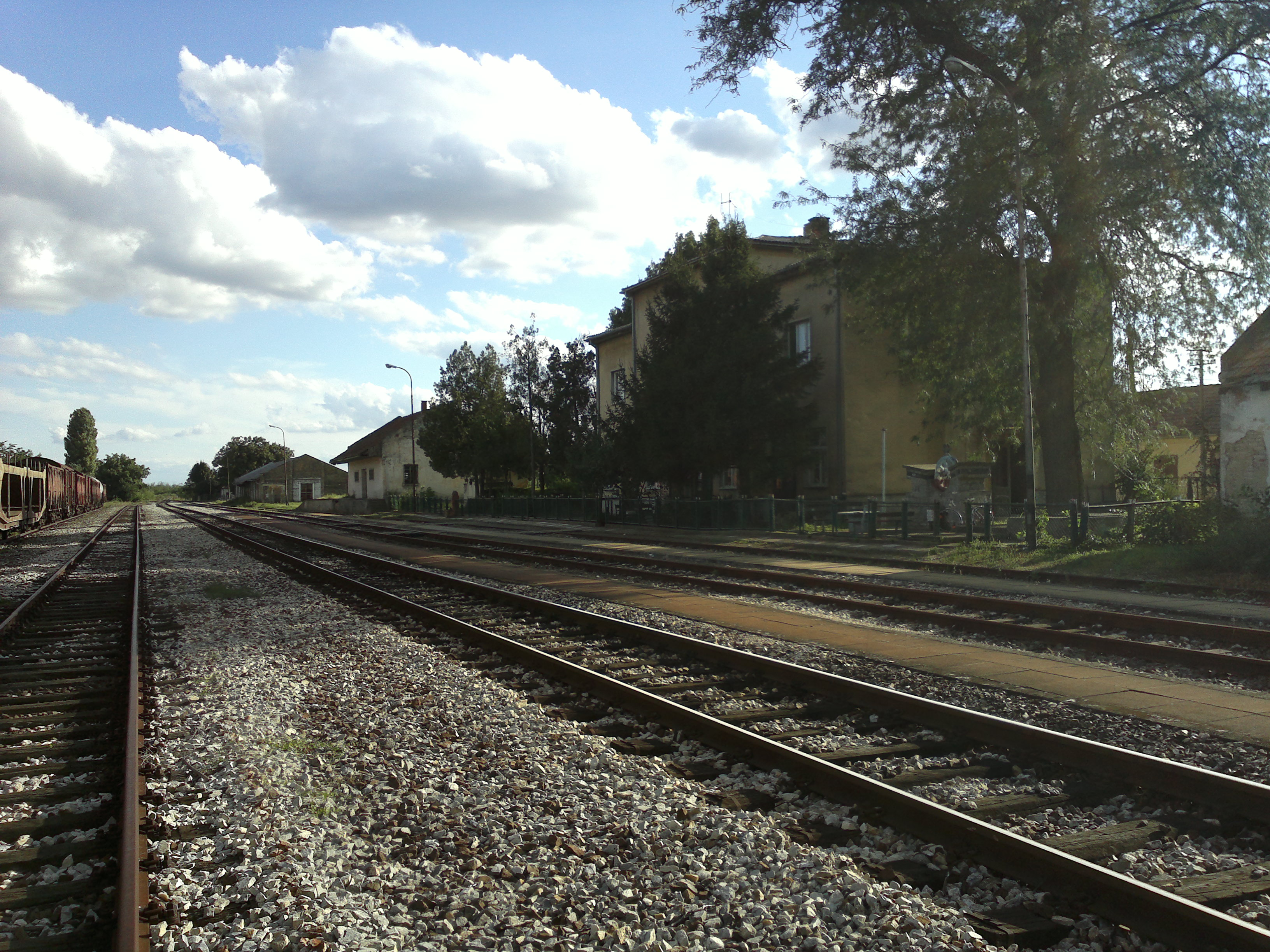
Nádraží v obci Vladimirovac.

Železniční trať Vladimirovac–Kovin (srbsky Жељезничка пруга Владимировац-Ковин/Železnička pruga Vladimirovac-Kovin) se nacházela v srbské autonomní oblasti Vojvodina, v její východní části, u rumunské hranice. Trať je mimo provoz, její části slouží pouze pro manipulační účely. Je jednokolejná, neelektrizovaná. Je dlouhá 46 km.

## Trasa
Trať je vedena severo-jižním směrem v rovinaté krajině Podunajské nížiny. Ve své severní části obchází po samém západním okraji přírodní lokalitu Deliblatska peščara. 

## Historie
Trať byla zprovozněna v roce 1894 v souvislosti s výstavbou regionálních tratí na území dolních Uher. Původně směřoval a do Pančeva a úsek do obce Vladimirovac byl dokončen roku 1896. Předpokládaný most přes Dunaj, který byl umožnil pokračování trati až do města Smederevo však nebyl realizován.
Až do 70. let 20. století sloužila nejen pro nákladní, ale i pro osobní dopravu. Provoz vlaků s cestujícími však nepřežil motorizaci Jugoslávie v této době. V 21. století přestala být trať zcela jízdná, vyskytly se případy krádeže kolejnic.

## Stanice
- Vladimirovac
- Mramorak
- Bavanište
- Kovin
- Kovin-Dunav (přístavní stanice)